# Флавиан (Быргэоану)
Епископ Флавиан (рум. Episcop Flavian в миру Павел Быргэоану рум. Pavel Bârgăoanu; род. 1954, Богдэнешти, Сучава) — архиерей Православной старостильной церкви Румынии, епископ Илфовский (с 2004), викарий предстоятеля.

## Биография
Родился в 1954 году в Богдэнешти, в коммуне Рышка жудеца Сучава в многодетной семье и в крещение получил имя Павел (в честь апостола Павла). Детство провёл в родной деревне вблизи Слэтьоарского монастыря.
В 1973 году поступил на физический факультет (отделение ядерной физики) Бухарестского университета и тогда же поступил в братию Успенского монастыря в районе Милитари в Бухаресте под духовное руководство епископа Евлогия (Оца). Не смотря на противодействие коммунистических властей, был пострижен в Успенском монастыре с наречением имени Флавиан (в честь исповедника Флавиана, архиепископа Константинопольского) и в 1977 году был рукоположен в иеродиакона и иеромонаха. Епископом Евлогием был возведён в достоинство архимандрита.
После кончины в 1979 году епископа Евлогия, архимандрит Флавиан был избран настоятелем Успенского монастыря. В 1983 году власти изъяли всю собственность обители и разрушили всё до основания, могила епископа Евлогия была осквернера и останки святителя уничтожены или кремированы, вся площадь монастыря вспахана и превращена в поле. 26 мая 1983 года архимандрит Флавиан вместе с иеродиакконом Феодосием Мургу (ныне архидиакон Феоктист) был арестован и приговорен к двум с половиной годам лишения свободы. В 1986 году освобождён на основании указа о помиловании м по благословению митрополита Сильвестра (Онофреи) принят в братию Слэтьоарского монастыря.
После румынской антикоммунистической революции 1989 года архимандрит Флавиан, иеродиакон Феоктист (Мургу) вместе с монахами, жившими ранее в Успенском монастыре, вернулись в Бухарест, начав процесс восстановления обители.

## Епископское служение
В воскресенье 18/31 октября 2004 года, в день памяти святого апостола и евангелиста Луки архимандрит Флавиан был избран и рукоположен в сан епископа Илфовского, викария предстоятеля. Хиротонию совершили: предстоятель митрополит Власий (Могырзан), епископ Нямецкий Демосфен (Йоницэ), епископ Врынченский Пахомий (Морарь), епископ Бакэуский Геннадий (Георге), епископ Сучавский Софроний (Оцел), епископ Брашовский Феодосий (Скутару), епископ Ботошанский Иосиф (Могырзан), епископ Триадицкий Фотий (Сиромахов) (Болгарская старостильная церковь) и епископ Мефонский Амвросий (Бэрд) (ИПЦ Греции).
В качестве своей резиденции епископ Флавиан выбрал Успенский монастырь в Бухаресте, продолжив строительство и расширение обители. Им также был основан женский Благовещенский монастырь в Валя-Рошие, в жудеце Кэлэраши, где в настоящее время проживают более 100 монахиней.